# Piercia hargreavesi
Piercia hargreavesi là một loài bướm đêm trong họ Geometridae.